# Chiesa della Madonna del Morbo
La chiesa della Madonna del Morbo è un edificio sacro che si trova in piazza Amerighi, a Poppi, in provincia di Arezzo.

## Storia e descrizione
Nel luogo dove poi fu costruito esisteva un Tabernacolo mariano detto del Canto, posto appunto ad un bivio di strade. A seguito di due pestilenze che nel 1530 e nel 1631 avevano risparmiato Poppi, per ringraziamento della Vergine, tanto pregata ed invocata in tali occasioni, si decise di erigere in suo onore un oratorio. Già una delibera della Comunità di Poppi del 1542 rivendicava la proprietà del Tabernacolo e la volontà di costruire il sacello rispetto ad una famiglia che aveva proprietà accanto ad esso, ma ci vollero cento anni di controversie legali per affermare la proprietà del Comune di Poppi. Fu così possibile procedere alla costruzione dell'attuale oratorio, che è stato edificato tra il 1656 e il 1659 su progetto di Guglielmo Magistretti. Entro il 1681 viene completato il loggiato esterno, mentre nel 1705 vengono completate le due cappelle laterali interne e la cupola. Tra il 1707 ed il 1720 l'interno venne rielaborato in senso teatrale e barocco, con l'aggiunta della tribuna e delle due cappelle laterali.
L'oratorio è "di proprietà del popolo di Poppi", così come definito nello statuto, poiché fu realizzato a spese della popolazione; è gestito dalla omonima compagnia attraverso un consiglio direttivo che resta in carica cinque anni.
L'aspetto esterno dell'oratorio, già dalla forma esagonale, piuttosto insolita per un tempio votivo ma riecheggiante illustri modelli rinascimentali, rielabora modelli soprattutto cinquecenteschi, senza utilizzare alcun elemento moderno di gusto barocco. Il corpo principale dell'edificio a pianta centrale è coperto da una piccola cupola sormontata da lanternino di schietta forma fiorentina, ed è circondato su tre lati da un loggiato anch'esso di classicismo ancora rinascimentale. Sulla facciata principale, sopra il loggiato, è un orologio.

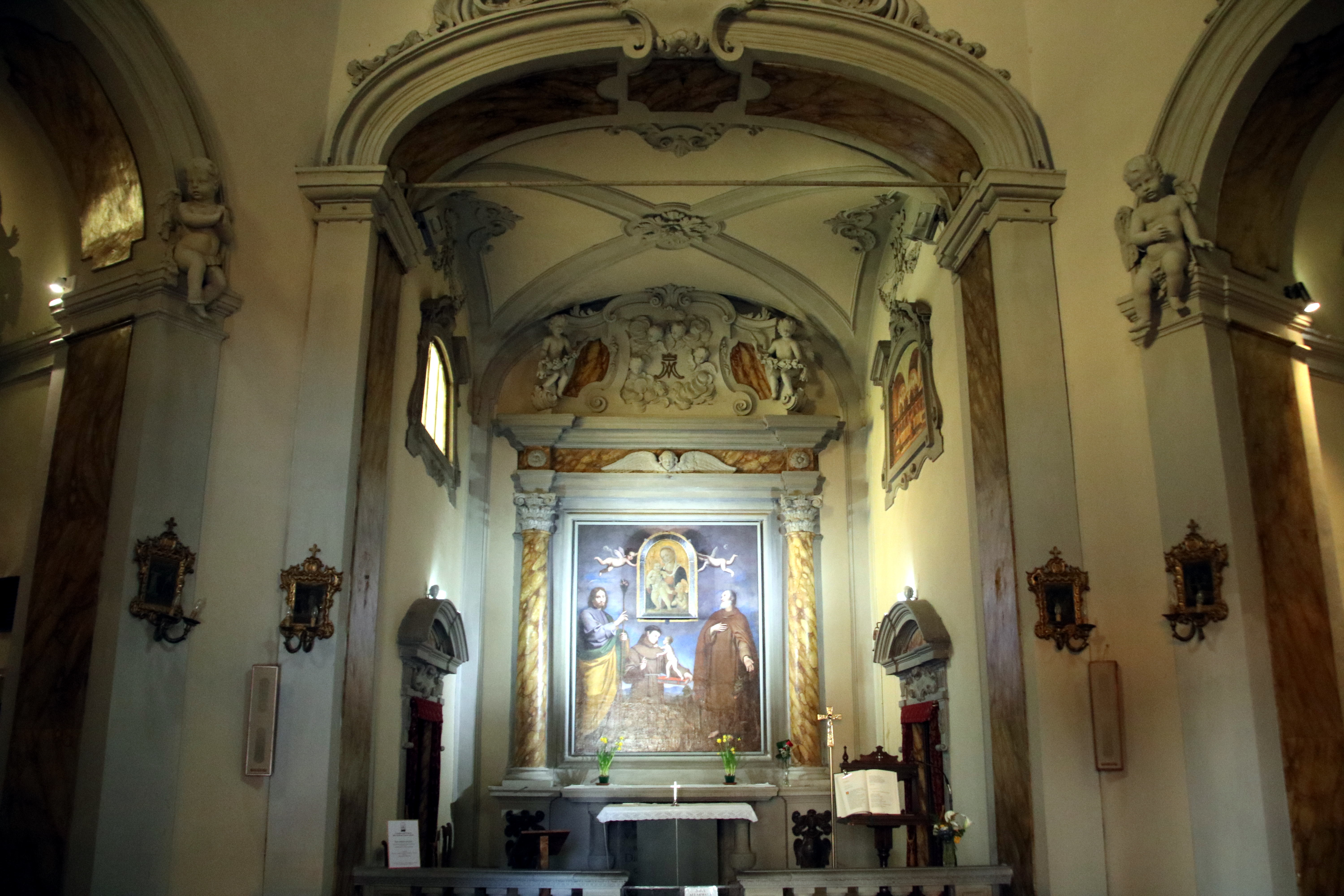
Chiesa della Madonna del Morbo (Poppi), interno.

Nell'interno, nello spazio centrale esagonale si aprono tre archi, di cui il centrale si apre nella scarsella che accoglie l'altare maggiore con la tavola con la Madonna con il Bambino e san Giovannino attribuita alla scuola di Filippino Lippi. Le fa da cornice una tela ritrovata e restaurata nei primi anni dieci, che nel dicembre 2016 è stata ricollocata dove si trovava in origine: si tratta de I Santi Giuseppe, Antonio da Padova con il bambino e il beato Torello da Poppi con a fianco un lupo di Lorenzo Lippi, datata 1664.
A lato della cappella maggiore sono due cappelle laterali realizzate tra 1707 e 1720, corredate da notevoli altari barocchi con colonne tortili, mossi timpani sormontati da gruppi di figure in stucco, opera di maestranze vicine al Foggini e a Giovan Battista Ciceri. L'altare di destra è sormontato da una Gloria di cherubini e un'Incoronazione della Vergine con Gesù Bambino alla presenza di San Francesco, Romualdo, e il Beato Torello, firmata e datata 1707 da Pier Dandini ma eseguita in collaborazione del figlio Ottaviano. L'altare di sinistra presenta invece un teatrale oculo da cui entra la luce ed ospita un'altra, più modesta, della bottega dello stesso Pier Dandini, raffigurante l'Imposizione del Nome di Maria e Santi.